# Перельоти
Перельо́ти — село у складі Балтської міської громади у Подільському районі, Одеська область.
Розташоване за 10 км від центру громади — міста Балта. На сході межує з селом Гольма, на півночі з селом Немирівське та на заході з селом Андріяшівка.

## Історія
Перші достовірні відомості про Перельоти відносяться до 1763 року (згадується приблизна дата заснування — 1753 рік), згідно з офіційними джерелами село засновано у 1692 році. В середині 18 сторіччя воно знаходилося під владою османів у межах Ханської України.
За Ясським мирним договором 1791 року населений пункт відійшов до Росії.
7 (20) листопада 1917 року, відповідно до Третього Універсалу Української Центральної Ради, увійшло до складу Української Народної Республіки.
12 червня 2020 року, відповідно до Розпорядження Кабінету Міністрів України від № 724-р «Про визначення адміністративних центрів та затвердження територій територіальних громад Одеської області», увійшло до складу Балтської міської територіальної громади.
19 липня 2020 року, в результаті адміністративно-територіальної реформи і ліквідації Балтського району, село увійшло до складу новоутвореного Подільського району.

## Населення
Згідно з переписом 1989 року населення села становило 1404 особи, з яких 582 чоловіки та 822 жінки.
За переписом населення 2001 року в селі мешкало 987 осіб.

### Мова
Розподіл населення за рідною мовою за даними перепису 2001 року:
| Мова       | Відсоток |
| ---------- | -------- |
| українська | 94,92 %  |
| російська  | 3,18 %   |
| румунська  | 1,91 %   |

## Визначні пам'ятки
Поблизу Перельотів виявлені залишки поселень трипільської і черняхівської (II—VI тисячоліття) культур.
Про існування першої дерев'яної церкви (Михайлівська) в селі відомо вже у 18 столітті.
Неподалік від села розташовано місце масового поховання євреїв часів Другої світової війни (1941).

## Відомі мешканці

### Народились
- Драган Григорій Сильвестрович — фізик, доктор фізико-математичних наук, професор; лауреат Державної премії України в галузі науки і техніки.